# Alliansen för demokrati och framsteg
Alliansen för demokrati och framsteg, Alliance nigérienne pour la démocratie et le progrès (ANDP) är ett politiskt parti i Niger, bildat av Moumouni Adamou Djermakoye och andra avhoppare från Nationella rörelsen för samhällsutveckling, som ANDP samregerar med sedan sommaren 2002.